# 1400
| 1400               |
| ------------------ |
| Dødsfald - Fødsler |
|                    |

| Gregoriansk kalender | 1400 MCD                |
| Ab urbe condita      | 2153                    |
| Armensk kalender     | 849 ԹՎ ՊԽԹ              |
| Kinesiske kalender   | 4096 – 4097 己卯 – 庚辰 |
| Etiopisk kalender    | 1392 – 1393             |
| Jødisk kalender      | 5160 – 5161             |
| Hindukalendere       |                         |
| - Vikram Samvat      | 1455 – 1456             |
| - Shaka Samvat       | 1322 – 1323             |
| - Kali Yuga          | 4501 – 4502             |
| Iransk kalender      | 778 – 779               |
| Islamisk kalender    | 802 – 803               |

Regent i Danmark: Margrete 1. 1387-1412 og formelt Erik 7. af Pommern 1396-1439
Se også 1400 (tal)

## Begivenheder
- Henrik 4. af England kuer oprør.
- Jean Froissart skriver Chronicles.
- Medici familien bliver magtfuld i Firenze, Italien.

## Dødsfald
- 25. oktober (formodet dato) – Geoffrey Chaucer, engelsk poet (født cirka 1340).
- 14. februar - Richard 2. af England fra 1377 til 1399, myrdes (født 1367).